# Paul Couturier
Paul Couturier (Lione, 29 luglio 1881 – 24 marzo 1953) è stato un presbitero francese, considerato come il padre dell'ecumenismo spirituale.
La visione ecumenica di Couturier è alla base dell'attuale Settimana di preghiera per l'unità dei cristiani. Viene da lui la formula che ha permesso ai cristiani di tutte le confessioni di unirsi nella preghiera per l'unità della Chiesa: "Per l'Unità che Cristo vuole per la sua Chiesa con i mezzi che vuole ... donata come, quando e dove Lui vorrà". .
In un periodo in cui l'unità era intesa come il ritorno nell'alveo della Chiesa cattolica, Couturier intuì la necessità di rinnovare l'ecclesiologia tradizionale, rivedere lo statuto della Chiesa e avviarla sulla strada della conversione e della comunione.
Viene considerato il padre di quell'ecumenismo spirituale che venne poi recepito dal concilio Vaticano II nel decreto Unitatis Redintegratio (1964). Molti degli attuali protagonisti del dialogo ecumenico hanno raccolto la sua eredità. Tra i più noti il  gruppo dei Dombes che da lui è nato, Roger Schutz e la comunità di Taizé.
Nel suo "testamento spirituale" (del 1944) egli aveva parlato profeticamente di un monastero invisibile, «costituito da tutte quelle anime che, per i loro sforzi sinceri ad aprirsi al suo fuoco e alla sua luce, lo Spirito Santo ha reso capaci di avere una profonda comprensione della dolorosa divisione tra i cristiani; questa consapevolezza provoca in queste anime una sofferenza continua e, come risultato, il ricorso regolare alla preghiera e alla penitenza».

## Biografia
Nato a Lione in una famiglia borghese cristiana di origini ebree, crebbe in Algeria, tra la popolazione musulmana.
Successivamente ritornò in Francia dove a 19 anni entrò nella Società dei preti di san Ireneo (missionari certosini) e fu ordinato sacerdote il 9 giugno 1906. Su richiesta dei superiori, trascorse tre anni nello studio della fisica e fu destinato all'insegnamento delle materie scientifiche all'Istituto di Charteux a Lione, attività che esercitò dal 1907 al 1946.
Attorno agli anni venti gli venne chiesto di interessarsi della pastorale dell'emigrazione con le migliaia di rifugiati russi a Lione scampati alla rivoluzione d'ottobre e familiarizzò con l'eredità spirituale Russo-Ortodossa. Ma le sue convinzioni ecumeniche furono maturate all'età di 51 anni, quando nel 1932 si recò per un breve ritiro in Belgio presso l'abbazia benedettina di Amay-sur-Mense. Là conobbe il testamento del cardinal Désiré-Joseph Mercier, arcivescovo di Malines, presso cui si svolsero le famose "conversazioni" cattolico-anglicane, si accostò al lavoro di dom Lambert Beauduin, fondatore dell'abbazia di Chevetogne, che stava aprendo nuove piste di dialogo con l'Oriente e fu portato a riconoscere i valori autenticamente cristiani delle chiese ortodosse. Là divenne oblato e prese il nome di Benedetto-Ireneo in onore delle sue due principali fonti di ispirazione.
A partire dal 1933 dedicò tutte le sue energie a rivitalizzare l'Ottavario di preghiera per l'unità della Chiesa ideato agli inizi del Novecento dall'episcopaliano Paul Wattson. Ne cambiò l'ottica (da quella del ritorno di fratelli separati a quella della riconciliazione reciproca tra tutti i battezzati nella fede cristiana, includendo cattolici, ortodossi, anglicani, riformati e altri gruppi cristiani): dapprima ne fece un  Triduo per l'unità dei cristiani e nel 1934 lo ritrasformò in un Ottavario che andava dalla festa della cattedrale di San Pietro (18 gennaio) alla festa della Conversione di san Paolo (25 gennaio). A partire dal 1939, il nome fu cambiato in Settimana di preghiera per l'unità cristiana.
Lavorò anche a costruire legami più stretti tra le varie tradizioni cristiane. L'esperienza più importante fu quella del Gruppo di Dombes: incontri annuali di pastori riformati e preti cattolici alla Trappa dei Dombes che, iniziata nel 1936,  proseguì anche dopo la sua morte e dura tuttora.
Nell'inverno del 1944 fu arrestato dalla Gestapo, imprigionato per due mesi e poi rilasciato senza conoscere il motivo dell'arresto. La salute ne risentì negativamente (soffriva già della malattia cardiaca cronica che 9 anni dopo lo avrebbe portato alla morte), ma al rilascio riprese instancabile le sue attività..
Mantenne stretti e continui contatti epistolari con personalità di ogni confessione cristiana, ebrei, musulmani e indù; scrisse e distribuì molti opuscoli sulla preghiera per l'unità e si mantenne in stretto contatto con il Consiglio ecumenico delle Chiese.
Studiò anche l'opera di Pierre Teilhard de Chardin, e fu profondamente influenzato dalla sua visione dell'unità di tutta l'umanità in Cristo, indipendentemente dal proprio credo. Personalmente credeva che la preghiera per la santità di tutte le genti avrebbe inevitabilmente portato alla fine ad una maggiore conoscenza di Cristo da parte di tutti i popoli della terra.
Nel 1952, per il suo lavoro di promozione dell'unità religiosa gli fu concesso il titolo onorario di Archimandrita dal patriarca Melchita di Antiochia, Maximos IV Saigh.
Paul Couturier è commemorato nel calendario dei santi della Chiesa anglicana d'Australia il 24 marzo, giorno della sua morte.

## Opere
- Ecumenismo spirituale : gli scritti di Paul Couturier / presentazione e commento di Maurice Villain, Edizioni Paoline, 1965.
- Priere et unite chretienne : testament oecumenique / Paul Couturier ; introduction et notes realisees par l'équipe du centre Unite chretienne (Lyon), Parigi, Paris: Les editions du cerf, 2003.
- Œcuménisme spirituel, Tournai, Casterman, 1963